# Damien Gildea
Damien Gildea (n. 1969 o 1970) es un montañero y explorador antártico australiano que ha realizado numerosas escaladas en la Antártida, Nepal, Tíbet, Pakistán, Bolivia, Alaska y Nueva Zelanda, entre otros.

## Montañismo
Entre otros picos antárticos, Gildea ha escalado los montes Vinson, Shinn, Craddock, Gardner, Bentley, Anderson (primera ascensión), Ryan, y varios más de los macizos Vinson y Craddock y el norte de la cordillera Sentinel entre 2001 y 2007, así como el monte Friesland y el monte Bowles en la isla Livingston en 2003. Los datos GPS de alta precisión obtenidos por su equipo se emplearon posteriormente en la cartografía estadounidense y búlgara.

## Expediciones antárticas
La primera vez que Gildea fue a la Antártida fue en el año 2000, como guía para dos clientes de un operador turístico antártico. Uno de los clientes era el explorador ciego inglés Miles Hilton-Barber, que tuvo que volver antes de tiempo. Los otros dos llegaron al polo sur tras 61 días de travesía.
Después de este primer viaje, en marzo de 2001, Gildea partió de Ushuaia a bordo del barco ruso Grigori Mijéyev para emprender una nueva expedición antártica en que escaló seis cumbres.
En el mismo año 2001, con la financiación de la Fundación Omega, realizó otro viaje para estimar la altitud del monte Shinn y resolver la controversia acerca de si ese era el tercer pico más alto de la Antártida. Este viaje no tuvo éxito debido al riesgo de avalanchas, pero se volvió a intentar a finales de 2002, y esta vez con éxito: el monte Shinn, con 4661 m de altitud, quedó confirmado como la tercera montaña más alta del continente austral.
Entre 2004 y 2005, junto con los chilenos Rodrigo Fica y Camilo Rada, emprendió la misión de escalar el Vinson y el mayor número posible de picos de la cordillera.
En 2012, Gildea dirigió un equipo encargado de seguir los pasos de Robert Falcon Scott para recaudar dinero para fines benéficos.
Durante sus expediciones antárticas, Gildea ha recopilado datos para su posterior análisis científicos.

## Publicaciones
Gildea ha escrito los libros The Antarctic Mountaineering Chronology [«La cronología del montañismo antártico»] y Mountaineering in Antarctica: Climbing in the Frozen South [«El montañismo en la Antártida: escalar en el sur helado»].
En 2007 Gildea publicó el nuevo mapa topográfico 1:50 000 a todo color Vinson Massif & The Sentinel Range, que incluye numerosos elementos nombrados por el USGS.

## Legado
El glaciar Gildea del macizo Craddock de la Antártida está nombrado así en su honor.